# علی‌اصغر رحیمی آزاد
علی اصغر رحیمی آزاد (۱۳۱۵ – ۲۲ مرداد ۱۴۰۳)، فقیه و مرجع تقلید ایرانی شیعه بود.
وی در حوزه علمیه قم و حوزه علمیه نجف، زیر نظر افرادی چون سید حسین طباطبایی بروجردی و سید ابوالقاسم خوئی به تحصیل پرداخت.

## درگذشت
او در روز دوشنبه ۲۲ مرداد ۱۴۰۳ در سن ۸۸ سالگی درگذشت.